# Bukhara Challenger 2005
Il Bukhara Challenger 2005 è stato un torneo di tennis facente parte della categoria ATP Challenger Series nell'ambito dell'ATP Challenger Series 2005. Il torneo si è giocato a Bukhara in Uzbekistan dal 22 al 27 agosto 2005 su campi in cemento.

## Vincitori

### Singolare
Denis Istomin ha battuto in finale  Ilija Bozoljac che si è ritirato sul punteggio di 6-4, 6(2)–7, 6-5

### Doppio
Aleksej Kedrjuk /  Orest Tereščuk hanno battuto in finale  Rohan Bopanna /  Kyu-Tae Im 5-7, 6-4, 6-1